# Consorti dei sovrani di Hohenlohe
Vedi anche:Hohenlohe

## Contessa di Hohenlohe

### Hohenlohe-Neuenstein (1551-1698)
| Immagine                                              | Nome                                                 | Padre                                                                      | Nascita          | Matrimonio       | Diventò consorte | Cessò di essere consorte         | Morte              | Consorte        |
| ----------------------------------------------------- | ---------------------------------------------------- | -------------------------------------------------------------------------- | ---------------- | ---------------- | ---------------- | -------------------------------- | ------------------ | --------------- |
|                                                       | Anna di Solms-Laubach                                | Ottone, Conte di Solms-Laubach (Solms-Laubach)                             | 12 novembre 1522 | 11 novembre 1540 | 16 marzo 1551    | 24 agosto 1568 morte del marito  | 9 maggio 1594      | Luigi Casimiro  |
|                                                       | Maddalena di Nassau-Dillenburg                       | Guglielmo I, conte di Nassau-Dillenburg (Nassau-Dillenburg)                | 15 dicembre 1547 | 25 gennaio 1567  | 24 agosto 1568   | 28 marzo 1610 morte del marito   | 16 maggio 1630     | Volfango        |
|                                                       | Sofia del Palatinato-Zweibrücken-Birkenfeld          | Carlo I, conte palatino di Zweibrücken-Birkenfeld (Wittelsbach)            | 29 marzo 1593    | 7 maggio 1615    | 7 maggio 1615    | 11 ottobre 1641 morte del marito | 16 novembre 1676   | Crato III       |
|                                                       | Sofia Eleonora di Schleswig-Holstein-Sonderburg-Plön | Gioacchino Ernesto, duca di Schleswig-Holstein-Sonderburg-Plön (Oldenburg) | 1º agosto 1644   | 25 agosto 1666   | 25 agosto 1666   | 22 gennaio 1688/89               | 22 gennaio 1688/89 | Volfango Giulio |
|                                                       | Francesca Barbara di Welz-Wilmersdorf                | Francesco, conte di Welz-Eberstein                                         | 4 agosto 1666    | 4 settembre 1689 | 4 settembre 1689 | 26 dicembre 1698                 | 3 aprile 1718      | Volfango Giulio |
| Estinzione della linea alla morte di Volfango Giulio. |                                                      |                                                                            |                  |                  |                  |                                  |                    |                 |

### Hohenlohe-Ingelfingen (1701-1764)
| Immagine | Nome                                              | Padre                                                        | Nascita          | Matrimonio      | Diventò consorte | Cessò di essere consorte                           | Morte           | Consorte        |
| -------- | ------------------------------------------------- | ------------------------------------------------------------ | ---------------- | --------------- | ---------------- | -------------------------------------------------- | --------------- | --------------- |
|          | Maria Caterina di Hohenlohe-Waldenburg-Pfedelbach | conte Ezechia di Hohenlohe-Waldenburg-Pfedelbach (Hohenlohe) | 28 febbraio 1680 | 6 dicembre 1701 | 6 dicembre 1701  | 2 ottobre 1734 morte del marito                    | 4 ottobre 1761  | Cristiano Crato |
|          | Albertina di Hohenlohe-Langenburg                 | Alberto Volfango, conte di Hohenlohe-Langenburg (Hohenlohe)  | 29 gennaio 1701  | 1727            | 2 ottobre 1734   | 7 gennaio 1764 marito elevato al rango di Principe | 5 novembre 1773 | Filippo Enrico  |

### Hohenlohe-Kirchberg (1701-1764)
| Immagine | Nome                                   | Padre                                                            | Nascita           | Matrimonio      | Diventò consorte | Cessò di essere consorte                           | Morte             | Consorte          |
| -------- | -------------------------------------- | ---------------------------------------------------------------- | ----------------- | --------------- | ---------------- | -------------------------------------------------- | ----------------- | ----------------- |
|          | Federica Albertina di Erbach-Fürstenau | Giorgio Alberto II, conte di Erbach-Fürstenau (Erbach-Fürstenau) | 29 settembre 1683 | 18 gennaio 1702 | 18 gennaio 1702  | 19 gennaio 1709                                    | 19 gennaio 1709   | Federico Eberardo |
|          | Augusta Sofia di Württemberg           | Federico Augusto, duca di Württemberg-Neuenstadt (Württemberg)   | 24 settembre 1691 | 5 dicembre 1709 | 5 dicembre 1709  | 23 agosto 1737 morte del marito                    | 1 marzo 1743      | Federico Eberardo |
|          | Susanna Marherita di Auersperg         | Volfango Engelberto V, conte di Auersperg (Auersperg)            | 1712              | 1730            | 1 marzo 1743     | 12 settembre 1748                                  | 12 settembre 1748 | Carlo Augusto     |
|          | Sofia Carolina di Hohenlohe-Oehringen  | Giovanni Federico, principe di Hohenlohe-Öhringen (Hohenlohe)    | 8 gennaio 1715    | 1749            | 1749             | 7 gennaio 1764 marito elevato al rango di Principe | 21 agosto 1770    | Carlo Augusto     |

### Hohenlohe-Langenburg (1610-1764)
| Immagine | Nome                                        | Padre                                                                                          | Nascita           | Matrimonio      | Diventò consorte                        | Cessò di essere consorte                           | Morte            | Consorte                     |
| -------- | ------------------------------------------- | ---------------------------------------------------------------------------------------------- | ----------------- | --------------- | --------------------------------------- | -------------------------------------------------- | ---------------- | ---------------------------- |
|          | Anna Maria di Solms-Sonnewalde              | Ottone, Conte di Solms-Sonnewalde (Solms-Sonnewalde)                                           | 14 gennaio 1585   | 26 gennaio 1609 | 28 marzo 1610 suddivisione di Hohenlohe | 29 gennaio 1628 morte del marito                   | 20 novembre 1634 | Filippo Ernesto              |
|          | Eleonora Maddalena di Hohenlohe-Weikersheim | Giorgio Federico, Conte di Hohenlohe-Neuenstein-Weikersheim (Hohenlohe-Neuenstein-Weikersheim) | 22 marzo 1635     | 25 gennaio 1652 | 25 gennaio 1652                         | 14 novembre 1657                                   | 14 novembre 1657 | Enrico Federico              |
|          | Giuliana Dorotea di Castell-Remlingen       | Volgango Giorgio, Conte di Castell-Remlingen (Castell-Remlingen)                               | 30 gennaio 1640   | 5 luglio 1658   | 5 luglio 1658                           | 2 giugno 1699 morte del marito                     | 5 maggio 1706    | Enrico Federico              |
|          | Sofia Amalia di Nassau-Saarbrücken          | Gustavo Adolfo di Nassau-Saarbrücken (Nassau-Saarbrücken)                                      | 19 settembre 1666 | 11 agosto 1686  | 2 giugno 1699 ascesa del marito         | 17 aprile 1715 morte del marito                    | 29 ottobre 1736  | Alberto Volfango co-regnante |
|          | Eleonora di Nassau-Saarbrücken              | Luigi Crato, Conte di Nassau-Saarbrücken (Nassau-Saarbrücken)                                  | 1º luglio 1707    | 25 gennaio 1723 | 25 gennaio 1723                         | 7 gennaio 1764 marito elevato al rango di Principe | 15 ottobre 1769  | Luigi                        |

## Principessa di Hohenlohe

### Linea di Neuenstein

#### Hohenlohe-Langenburg (1764-oggi)
| Immagine | Nome                                   | Padre                                                                            | Nascita           | Matrimonio        | Diventò consorte                      | Cessò di essere consorte         | Morte             | Consorte          |
| -------- | -------------------------------------- | -------------------------------------------------------------------------------- | ----------------- | ----------------- | ------------------------------------- | -------------------------------- | ----------------- | ----------------- |
|          | Eleonora di Nassau-Saarbrücken         | Luigi Crato, Conte di Nassau-Saarbrücken (Nassau-Saarbrücken)                    | 1º luglio 1707    | 25 gennaio 1723   | 7 gennaio 1764 marito creato Principe | 16 gennaio 1765 morte del marito | 15 ottobre 1769   | Luigi             |
|          | Carolina di Stolberg-Gedern            | Federico Carlo, Conte di Stolberg-Gedern (Stolberg-Gedern)                       | 27 giugno 1732    | 13 aprile 1761    | 16 gennaio 1765 ascesa del marito     | 4 luglio 1789 morte del marito   | 28 maggio 1796    | Cristiano Alberto |
|          | Amalia Enrichetta di Solms-Baruth      | Giovanni Cristiano II, Conte di Solms-Baruth (Solms-Baruth)                      | 30 gennaio 1768   | 30 gennaio 1789   | 4 luglio 1789 ascesa del marito       | 4 aprile 1825 morte del marito   | 20 ottobre 1847   | Carlo Ludovico    |
|          | Feodora di Leiningen                   | Emich Carl, II Principe di Leiningen (Leiningen)                                 | 7 dicembre 1807   | 18 febbraio 1828  | 18 febbraio 1828                      | 12 aprile 1860 morte del marito  | 23 settembre 1872 | Ernesto I         |
|          | Leopoldina di Baden                    | Principe Guglielmo di Baden (Zähringen)                                          | 22 febbraio 1837  | 24 settembre 1862 | 24 settembre 1862                     | 23 dicembre 1903                 | 23 dicembre 1903  | Ermanno           |
|          | Alessandra di Sassonia-Coburgo e Gotha | Alfredo, Duca di Sassonia-Coburgo e Gotha (Sassonia-Coburgo e Gotha)             | 1º settembre 1878 | 20 aprile 1896    | 9 marzo 1913 ascesa del marito        | 16 aprile 1942                   | 16 aprile 1942    | Ernesto II        |
|          | Margherita di Grecia e Danimarca       | Principe Andrea di Grecia e Danimarca (Schleswig-Holstein-Sonderburg-Glücksburg) | 18 aprile 1905    | 20 aprile 1931    | 11 dicembre 1950 ascesa del marito    | 11 maggio 1960 morte del marito  | 24 aprile 1981    | Goffredo          |
|          | Charlotte von Croÿ                     | Alexander, Principe di Croÿ (Croÿ)                                               | 31 dicembre 1938  | 16 luglio 1965    | 16 luglio 1965                        | 1990 divorzio                    |                   | Kraft             |
|          | Irma Pospesch                          | Eugen Pospesch                                                                   | 19 giugno 1946    | 22 maggio 1992    | 22 maggio 1992                        | 16 marzo 2004 morte del marito   |                   | Kraft             |
|          | Saskia Li Binder                       | Hans Peter Binder                                                                | 15 gennaio 1973   | 13 settembre 2003 | 16 marzo 2004 ascesa del marito       | IN CARICA                        |                   | Philipp           |

##### Hohenlohe-Kirchberg (1764-1861)
| Immagine | Nome                                   | Padre                                                            | Nascita          | Matrimonio       | Diventò consorte                         | Cessò di essere consorte          | Morte           | Consorte                 |
| -------- | -------------------------------------- | ---------------------------------------------------------------- | ---------------- | ---------------- | ---------------------------------------- | --------------------------------- | --------------- | ------------------------ |
|          | Sofia Carolina di Hohenlohe-Oehringen  | Giovanni Federico, principe di Hohenlohe-Öhringen (Hohenlohe)    | 8 gennaio 1715   | 1749             | 1764 marito elevato al rango di Principe | 17 maggio 1767 morte del marito   | 21 agosto 1770  | Carlo Augusto            |
|          | Luisa Carlotta di Hohenlohe-Langenburg | Luigi, principe di Hohenlohe-Langenburg (Hohenlohe)              | 20 dicembre 1732 | ?                | 17 maggio 1767 ascesa del marito         | 5 agosto 1777                     | 5 agosto 1777   | Cristiano Federico Carlo |
|          | Filippina di Ysenburg e Büdingen       | Guglielmo Maurizio, conte di Isenburg e Büdingen (Isenburg)      | 1 novembre 1744  | 9 settembre 1778 | 9 settembre 1778                         | 18 agosto 1819 morte del marito   | 6 ottobre 1819  | Cristiano Federico Carlo |
|          | Adelaide di Hohenlohe-Ingelfingen      | Federico Luigi, II principe di Hohenlohe-Ingelfingen (Hohenlohe) | 20 gennaio 1787  | ?                | 18 agosto 1819 ascesa del marito         | 25 dicembre 1836 morte del marito | 20 agosto 1858  | Giorgio Luigi Maurizio   |
|          | Maria di Urach                         | duca Enrico Carlo di Württemberg(Urach)                          | 17 dicembre 1802 | 26 maggio 1821   | 25 dicembre 1836 ascesa del marito       | 16 dicembre 1861 morte del marito | 28 gennaio 1882 | Carlo Ludovico           |

##### Hohenlohe-Ingelfingen (1764-????)
| Immagine | Nome                                        | Padre                                                                    | Nascita          | Matrimonio     | Diventò consorte                   | Cessò di essere consorte          | Morte           | Consorte       |
| -------- | ------------------------------------------- | ------------------------------------------------------------------------ | ---------------- | -------------- | ---------------------------------- | --------------------------------- | --------------- | -------------- |
|          | Albertina di Hohenlohe-Langenburg           | Alberto Volfango, conte di Hohenlohe-Langenburg (Casato di Hohenlohe)    | 29 gennaio 1701  | 1727           | 1764 marito creato Principe        | 5 novembre 1773                   | 5 novembre 1773 | Filippo Enrico |
|          | Guglielmina Eleonora di Hohenlohe-Oehringen | Giovanni Federico, principe di Hohenlohe-Oehringen (Casato di Hohenlohe) | 20 febbraio 1717 | ?              | 5 aprile 1781 ascesa del marito    | 30 luglio 1794                    | 30 luglio 1794  | Enrico Augusto |
|          | Amalia di Hoym                              | Julius Gebhard von Hoym (Hoym                                            | 6 ottobre 1763   | 8 aprile 1782  | 13 febbraio 1796 ascesa del marito | 15 febbraio 1818 morte del marito | 20 aprile 1840  | Federico Luigi |
|          | Luisa di Hohenlohe-Langenburg               | Carlo Ludovico, principe di Hohenlohe-Langenburg (Casato di Hohenlohe)   | 22 agosto 1799   | 19 aprile 1819 | 19 aprile 1819                     | 24 aprile 1873                    | 17 gennaio 1881 | Adolfo         |

#### Hohenlohe-Oehringen (1764-oggi)
| Immagine | Nome                              | Padre                                                         | Nascita         | Matrimonio        | Diventò consorte                   | Cessò di essere consorte        | Morte           | Consorte          |
| --- | --------------------------------- | ------------------------------------------------------------- | --------------- | ----------------- | ---------------------------------- | ------------------------------- | --------------- | ----------------- |
| | Dorotea Sofia d'Assia-Darmstadt   | Ernesto Luigi, langravio d'Assia-Darmstadt (Assia             | 14 gennaio 1689 | 13 febbraio 1710  | ?                                  | 7 giugno 1723                   | 7 giugno 1723   | Giovanni Federico |
| | Amalia di Sassonia-Hildburghausen | Ernesto Federico II, duca di Sassonia-Hildburghausen (Wettin) | 21 luglio 1732  | 28 gennaio 1749   | 14 agosto 1765 ascesa del marito   | 19 giugno 1799                  | 19 giugno 1799  | Luigi             |
| Alla Luigi di Hohenlohe-Oehringen senza figli, passaggio dei domini al principe Federico Luigi di Hohenlohe-Ingelfingen. |                                   |                                                               |                 |                   |                                    |                                 |                 |                   |
| | Luisa di Württemberg              | duca Eugenio Federico di Württemberg (Württemberg)            | 4 giugno 1789   | 28 settembre 1811 | 28 settembre 1811                  | 26 giugno 1851                  | 26 giugno 1851  | Augusto           |
| | Paolina di Fürstenberg            | Carlo Egon II, principe di Fürstenberg (Fürstenberg)          | 11 giugno 1829  | 15 aprile 1847    | 15 febbraio 1853 ascesa del marito | 23 agosto 1897 morte del marito | 3 agosto 1900   | Ugo               |
| | Olga di Hohenlohe-Öhringen        | principe Felice di Hohenlohe-Öhringen (Hohenlohe)             | 3 aprile 1862   | 29 aprile 1889    | 14 maggio 1926 ascesa del marito   | 21 aprile 1935                  | 21 aprile 1935  | Hans              |
| | Valerie von Carstanjen            | Robert von Carstanjen                                         | 3 aprile 1908   | 11 novembre 1930  | 24 aprile 1945 ascesa del marito   | 16-8-1946 divorzio              | 4 dicembre 1979 | Augusto           |
| | Erika Himmelein                   | Friedrich Konrad Himmelein                                    | 2 dicembre 1916 | 6 aprile 1948     | 6 aprile 1948                      | 2 agosto 1962 morte del marito  | 30 agosto 2000  | Augusto           |
| | Katharina von Siemens             | Peter von Siemens                                             | 11 gennaio 1933 | 24 giugno 1959    | 2 agosto 1962 ascesa del marito    | IN CARICA                       |                 | Crato             |

### Linea di Waldenburg

#### Hohenlohe-Waldenburg-Schillingsfürst (1744-oggi)
| Immagine | Nome                                       | Padre                                                                             | Nascita          | Matrimonio       | Diventò consorte                                   | Cessò di essere consorte          | Morte            | Consorte           |
| -------- | ------------------------------------------ | --------------------------------------------------------------------------------- | ---------------- | ---------------- | -------------------------------------------------- | --------------------------------- | ---------------- | ------------------ |
|          | Maria Anna di Oettingen-Wallerstein        | Francesco, conte di Welz-Eberstein                                                | 28 agosto 1680   | 6 gennaio 1719   | 21 maggio 1744 marito elevato al rango di Principe | 8 settembre 1749                  | 8 settembre 1749 | Filippo Ernesto    |
|          | Giuseppa di Salm-Salm                      | Nicola Leopoldo, 1º principe di Salm-Salm (Salm-Salm)                             | 26 dicembre 1736 | 29 ottobre 1771  | 29 ottobre 1771                                    | 25 ottobre 1790                   | 25 ottobre 1790  | Carlo Alberto I    |
|          | Giuditta Reviczky de Revisnye              | Giovanni Casimiro, barone Reviczky de Revisnye (Reviczky                          | 8 settembre 1751 | 15 agosto 1773   | 25 gennaio 1793 ascesa del marito                  | 14 giugno 1796 morte del marito   | 16 novembre 1836 | Carlo Alberto II   |
|          | Augusta di Isenburg e Büdingen in Birstein | principe Federico Guglielmo di Isenburg e Büdingen in Birstein (Isenburg-Büdingen | 8 settembre 1779 | 11 luglio 1797   | 14 giugno 1796 ascesa del marito                   | 2 aprile 1803                     | 2 aprile 1803    | Carlo Alberto III  |
|          | Leopoldina di Fürstenberg                  | Carlo Aloisio, principe di Fürstenberg (Fürstenberg)                              | 4 settembre 1791 | 30 maggio 1813   | 30 maggio 1813                                     | 15 giugno 1843 morte del marito   | 10 gennaio 1844  | Carlo Alberto III  |
|          | Teresa di Hohenlohe-Schillingsfürst        | Francesco Giuseppe, 5º principe di Hohenlohe-Schillingsfürst (Hohenlohe)          | 19 aprile 1816   | 26 novembre 1840 | 15 giugno 1843 ascesa del marito                   | 26 dicembre 1884 morte del marito | 7 gennaio 1891   | Federico Carlo I   |
|          | Sarah Esterházy de Galántha                | Nicola III Esterházy (Esterházy)                                                  | 16 marzo 1848    | 6 luglio 1869    | 26 dicembre 1884 ascesa del marito                 | 22 febbraio 1885                  | 22 febbraio 1885 | Nicola             |
|          | Teresa di Erbach-Fürstenau                 | Alfredo, conte di Erbach-Fürstenau (Erbach-Fürstenau)                             | 9 giugno 1869    | 26 Nov 1889      | 26 Nov 1889                                        | 6 ottobre 1924 morte del marito   | 21 dicembre 1927 | Federico Carlo II  |
|          | Matilde di Urach                           | Guglielmo, 2º duca di Urach (Württemberg)                                         | 4 maggio 1912    | 12 maggio 1932   | 12 maggio 1932                                     | 24 ottobre 1982                   | 11 marzo 2001    | Federico Carlo III |
|          | Marie Gabrielle von Rantzau                | Josias von Rantzau                                                                | 29 agosto 1942   | 16 Apr 1966      | 24 ottobre 1982 ascesa del marito                  | 6 giugno 2017 morte del marito    |                  | Federico Carlo     |
|          | Adelheid von Ow                            | barone Johann-Anton von Ow (Ow)                                                   | 11 dicembre 1937 | 21 luglio 1959   | 6 giugno 2017 ascesa del marito                    | IN CARICA                         |                  | Uberto             |

#### Hohenlohe-Schillingsfürst
| Immagine | Nome                                        | Padre                                                                         | Nascita          | Matrimonio        | Diventò consorte                   | Cessò di essere consorte          | Morte            | Consorte              |
| -------- | ------------------------------------------- | ----------------------------------------------------------------------------- | ---------------- | ----------------- | ---------------------------------- | --------------------------------- | ---------------- | --------------------- |
|          | Costanza di Hohenlohe-Langenburg            | Carlo Ludovico I di Hohenlohe-Langenburg (Hohenlohe-Langenburg)               | 23 febbraio 1792 | 29 marzo 1815     | ?                                  | 14 gennaio 1841 morte del marito  | 25 luglio 1847   | Francesco Giuseppe    |
|          | Maria di Sayn-Wittgenstein-Berleburg        | Ludwig von Sayn-Wittgenstein-Berlenburg (Sayn-Wittgenstein)                   | 16 febbraio 1829 | 16 febbraio 1847  | 16 febbraio 1847                   | 21 dicembre 1897                  | 21 dicembre 1897 | Clodoveo              |
|          | Chariclée Ypsilanti                         | Principe Gregor Ypsilanti (Ypsilanti)                                         | 8 ottobre 1863   | 10 gennaio 1882   | 6 luglio 1901 ascesa del marito    | 22 gennaio 1912                   | 22 gennaio 1912  | Filippo Ernesto       |
|          | Rosa di Salm-Reifferscheid-Krautheim e Dyck | Leopoldo, IV principe di Salm-Reifferscheid-Krautheim e Dyck (Casato di Salm) | 12 aprile 1868   | il 19 agosto 1893 | 26 dicembre 1915 ascesa del marito | 27 febbraio 1940 morte del marito | 1 dicembre 1942  | Maurizio              |
|          | Aglaë di Schönburg-Hartenstein              | Aloys, IV principe di Schönburg-Hartenstein (Casato di Schönburg)             | 16 gennaio 1891  | 17 novembre 1924  | 27 febbraio 1940 ascesa del marito | 20 febbraio 1965                  | 20 febbraio 1965 | Francesco Giuseppe II |
|          | Ladislaja von Meran                         | Franz Graf von Meran, Freiherr von Brandhofen (Von Meran)                     | 3 gennaio 1926   | 26 ottobre 1965   | 26 ottobre 1965                    | 26 ottobre 2005 morte del marito  |                  | Carlo Alberto         |

#### Hohenlohe-Bartenstein (1744 - oggi)
| Immagine | Nome                                                     | Padre                                                                                    | Nascita           | Matrimonio        | Diventò consorte                         | Cessò di essere consorte        | Morte            | Consorte                       |
| -------- | -------------------------------------------------------- | ---------------------------------------------------------------------------------------- | ----------------- | ----------------- | ---------------------------------------- | ------------------------------- | ---------------- | ------------------------------ |
|          | Sofia Federica d'Assia-Homburg                           | langravio Luigi Giorgio d'Assia-Homburg (Casato d'Assia)                                 | 18 febbraio 1714  | 26 settembre 1727 | 1744 marito elevato al rango di Principe | 1 marzo 1763 morte del marito   | 2 maggio 1777    | Carlo Filippo Francesco        |
|          | Polissena di Limburg-Stirum                              | Cristiano Ottone, conte di Limburg-Stirum (Limburg-Stirum)                               | 28 ottobre 1738   | 6 maggio 1757     | 1 marzo 1763 ascesa del marito           | 26 febbraio 1798                | 26 febbraio 1798 | Luigi Carlo Francesco Leopoldo |
|          | Maria Crescenzia di Salm-Reifferscheidt                  | Sigismondo, altgravio di Salm-Reifferscheidt (Casato di Salm)                            | 29 agosto 1768    | 19 gennaio 1790   | 1799 ascesa del marito                   | 4 aprile 1826                   | 4 aprile 1826    | Luigi Aloisio                  |
|          | Clotilde d'Assia-Rotenburg                               | Carlo Emanuele, langravio d'Assia-Rotenburg (Casato d'Assia)                             | 12 settembre 1787 | 9 settembre 1811  | 1827 ascesa del marito                   | 12 agosto 1844 morte del marito | 6 gennaio 1869   | Carlo Augusto                  |
|          | Enrichetta di Auersperg                                  | principe Carlo Guglielmo di Auersperg (Casato di Auersperg)                              | 23 giugno 1815    | 11 gennaio 1835   | 12 agosto 1844 ascesa del marito         | 22 agosto 1850 morte del marito | 7 agosto 1901    | Luigi Alberto                  |
|          | Rosa von Sternberg                                       | Jaroslaw, conte von(Sternberg)                                                           | 16 marzo 1836     | 30 ottobre 1859   | 30 ottobre 1859                          | 23 maggio 1877 morte del marito | 15 maggio 1918   | Carlo Luigi                    |
|          | Anna d'Asburgo-Lorena-Toscana                            | Ferdinando IV, granduca di Toscana (Casato d'Asburgo-Lorena)                             | 17 ottobre 1879   | 12 febbraio 1901  | 12 febbraio 1901                         | 19 agosto 1921 morte del marito | 30 maggio 1961   | Giovanni                       |
|          | Clara von Meyern-Hohenberg                               | Barone Hans von Meyern-Hohenberg (Meyern-Hohenberg)                                      | 7 novembre 1912   | 20 agosto 1936    | 20 agosto 1936                           | 7 maggio 1950 morte del marito  | 2 giugno 2001    | Carlo Ferdinando               |
|          | Francesca di Oettingen-Oettingen und Oettingen-Spielberg | Aloisio, XI principe di Oettingen-Oettingen und Oettingen-Spielberg (Casato di Oettingen | 14 ottobre 1947   | 8 gennaio 1971    | 8 gennaio 1971                           | 30 ottobre 2011                 | 30 ottobre 2011  | Ferdinando                     |
|          | Cristina Vozzi Castriota Scanderbeg                      | Ruggiero Vozzi Castriota Scanderbeg                                                      | 8 aprile 1980     | 25 maggio 2013    | 30 ottobre 2011 ascesa del marito        | in carica                       | in carica        | Massimiliano                   |

#### Hohenlohe-Jagstberg (1803-oggi)
| Immagine | Nome                                    | Padre                                                               | Nascita           | Matrimonio       | Diventò consorte                | Cessò di essere consorte        | Morte          | Consorte       |
| -------- | --------------------------------------- | ------------------------------------------------------------------- | ----------------- | ---------------- | ------------------------------- | ------------------------------- | -------------- | -------------- |
|          | Enrichetta Carlotta di Württemberg      | Ludovico Eugenio del Württemberg (Casato di Württemberg)            | 11 marzo 1767     | 5 luglio 1796    | 1798 ascesa del marito          | 23 maggio 1817                  | 23 maggio 1817 | Carlo Giuseppe |
|          | Maria Valpurga di Waldburg-Zeil-Wurzach | Leopoldo, conte ereditario di Waldburg-Zeil-Wurzach (Waldburg-Zeil) | 13 settembre 1794 | 9 luglio 1820    | 9 luglio 1820                   | 9 ottobre 1823                  | 9 ottobre 1823 | Carlo Giuseppe |
|          | Enrichetta di Auersperg                 | principe Carlo Guglielmo di Auersperg (Casato di Auersperg)         | 23 giugno 1815    | 11 gennaio 1835  | 6 luglio 1838 ascesa del marito | 22 agosto 1850 morte del marito | 7 agosto 1901  | Luigi Alberto  |
|          | Rosa von Sternberg                      | Jaroslaw, conte von(Sternberg)                                      | 16 marzo 1836     | 30 ottobre 1859  | 30 ottobre 1859                 | 23 maggio 1877 morte del marito | 15 maggio 1918 | Carlo Luigi    |
|          | Anna d'Asburgo-Lorena-Toscana           | Ferdinando IV, granduca di Toscana (Casato d'Asburgo-Lorena)        | 17 ottobre 1879   | 12 febbraio 1901 | 12 febbraio 1901                | 19 agosto 1921 morte del marito | 30 maggio 1961 | Giovanni       |
|          | Teresa Sissy di Geldern-Egmont          | Alfons, conte von Mirbach-Geldern-Egmont (Casato di Egmond)         | 11 agosto 1911    | 22 ottobre 1936  | 22 ottobre 1936                 | 23 gennaio 1996                 | 25 aprile 2000 | Alberto        |